# Maroc la Concursul Muzical Eurovision
Maroc a debutat la Concursul Muzical Eurovision în 1980, cu melodia "Bitaqat Hob", interpretată de Samira Bensaïd în limba arabă. Aceasta a fost singura participare a țării la concurs.

## Istoric
Radioteleviziunea marocană, Société Nationale de Radiodiffusion et de Télévision (SNRT),a făcut debutul țării în 1980, fiind prima țară africană si arabă intrată vreodată în concurs.
Melodia lor a fost "Bitaqat Hob", interpretată de faimoasa cântăreața marocană Samira Bensaïd. Melodia a primit numai 7 puncte, toate acordate de Italia și a terminat pe locul 18, întrecând-o doar pe Finlanda, care s-a clasat pe locul 19.
După locul slab pe care s-au plasat în concurs, SNRT a anunțat că vor renunța în a mai participa în anul 1981 și nu s-au mai întors până azi.

## Participare
| An   | Gazda | Artist         | Titlu                    | Finala | Puncte |
| ---- | ----- | -------------- | ------------------------ | ------ | ------ |
| 1980 | Haga  | Samira Bensaïd | "Bitaqat Hob" (بطاقة حب) | 18     | 7      |